# Tania Béryl
Tania Béryl (Germania, 22 febbraio 1942) è un'attrice e ballerina tedesca.

## Biografia
Ha recitato in film con Totò e con Franco Franchi e Ciccio Ingrassia spesso in parti di bella turista straniera in vacanza in Italia. Come ballerina si è anche esibita al teatro San Carlo di Napoli.

## Filmografia

### Cinema
- Totò, Peppino e... la dolce vita, regia di Sergio Corbucci (1961)
- Una bionda... così (Une blonde comme ça), regia di Jean Jabely (1963)
- L'Abominable Homme des douanes, regia di Marc Allégret (1963)
- L'Inconnue de Hong Kong, regia di Jacques Poitrenaud (1963)
- Episodio, Gli amanti latini di Gli amanti latini, regia di Mario Costa (1965)
- Berlino: appuntamento per le spie, regia di Vittorio Sala (1965)
- Il compagno Don Camillo, regia di Luigi Comencini (1965)
- La città del peccato (Die Funkstreife Gottes), regia di Hubert Frank (1968)
- Più tardi Claire, più tardi..., regia di Brunello Rondi (1968)

### Televisione
- Cuore, regia di Luigi Comencini - miniserie TV (1984)

## Doppiatrici italiane
- Maria Pia Di Meo ne Gli amanti latini
- Rita Savagnone in Berlino: appuntamento per le spie